# Alexandrovca, Cantemir
Alexandrovca este un sat din cadrul comunei Plopi din raionul Cantemir, Republica Moldova.
Distanța directă până la Cantemir este de 9 km, iar până la Chișinău 101 km.

## Etimologie
Alexandrovca este formație toponimică de limbă rusă, originară din antroponimul Alexandr + sufixul -ovca, denumită în onoarea țarului rus Alexandru al III-lea. Mai târziu este ateste și cu formele Alexăndrești și Alexăndeni.

## Demografie

### Structura etnică
Structura etnică a localității conform recensământului populației din 2004:
| Grup etnic                    | Populație | % Procentaj |
| ----------------------------- | --------- | ----------- |
| Băștinași declarați Moldoveni | 83        | 95,40%      |
| Ucraineni                     | 3         | 3,45%       |
| Bulgari                       | 1         | 1,15%       |
| Total                         | 87        |             |